# Apotropaion

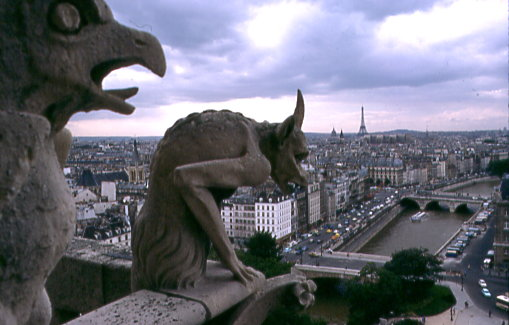
Chiméry na chrámu Notre Dame (Paříž, 13. stol.)

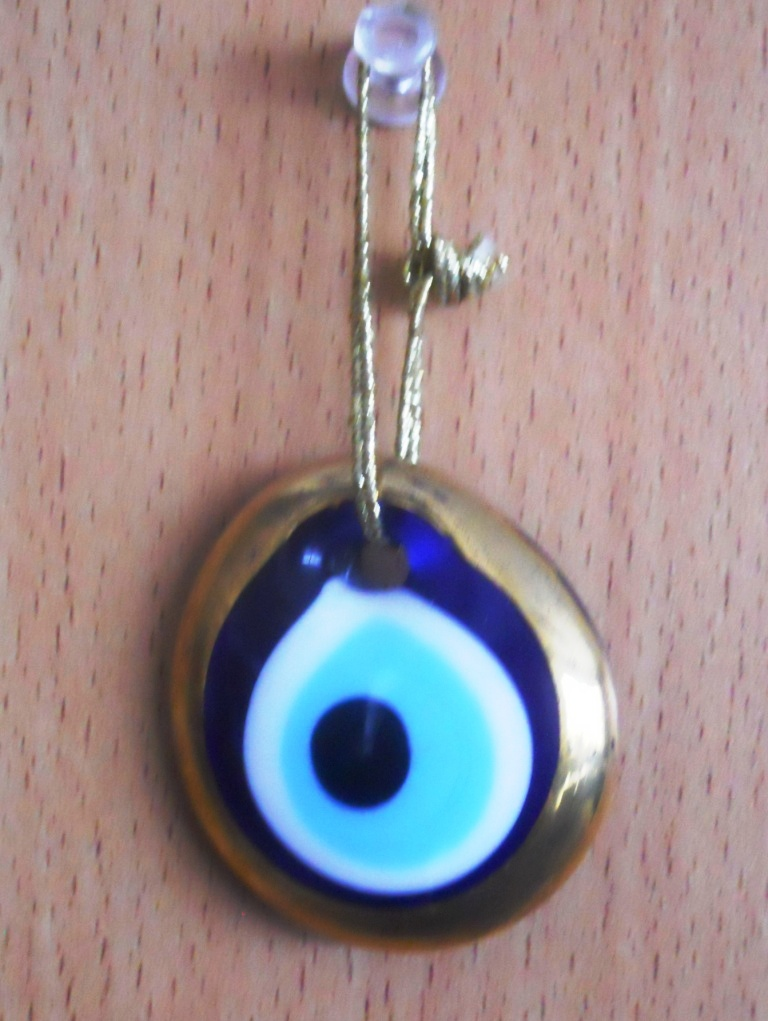
Nazar bončuk, turecký amulet proti "zlému pohledu"

Apotropaion (řec. ἀποτρόπαιον, z apotrepein, odvracet) je zobrazení, předmět nebo gesto, které má odvracet zlé působení, chránit před zlými silami, čarami a kletbami.

## Popis
Typické apotropaion, například děsivá hlava Gorgony (Gorgóneion), se užívalo v domorodých i starověkých společnostech jako součást apotropaické (obranné) magie. Umísťovalo se například u dveří a bran, na sloupech a rozích budov, na mincích a zbraních. Také chrliče na středověkých katedrálách nebo lvi před vchodem budovy měli patrně apotropaický význam. V moderních společnostech se hojně užívají různé amulety či talismany.
V etologii a kulturní antropologii se mluví o apotropaických gestech nebo jednáních, jako je pověrečné klepání na dřevo, která mají odvracet působení zlých sil.

## Galerie

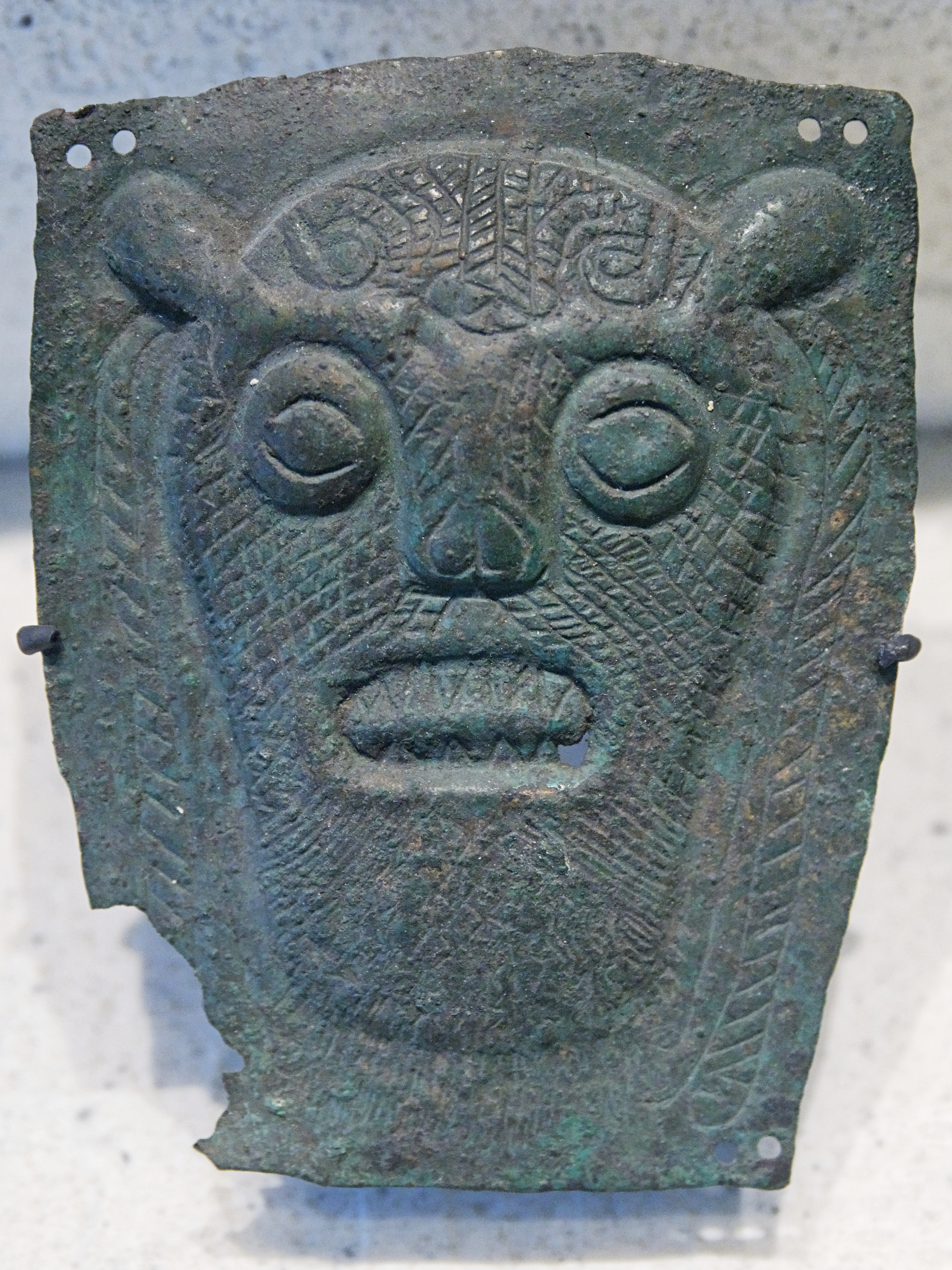
Bronzová nášivka (Olympie, kolem 600 př. n. l.
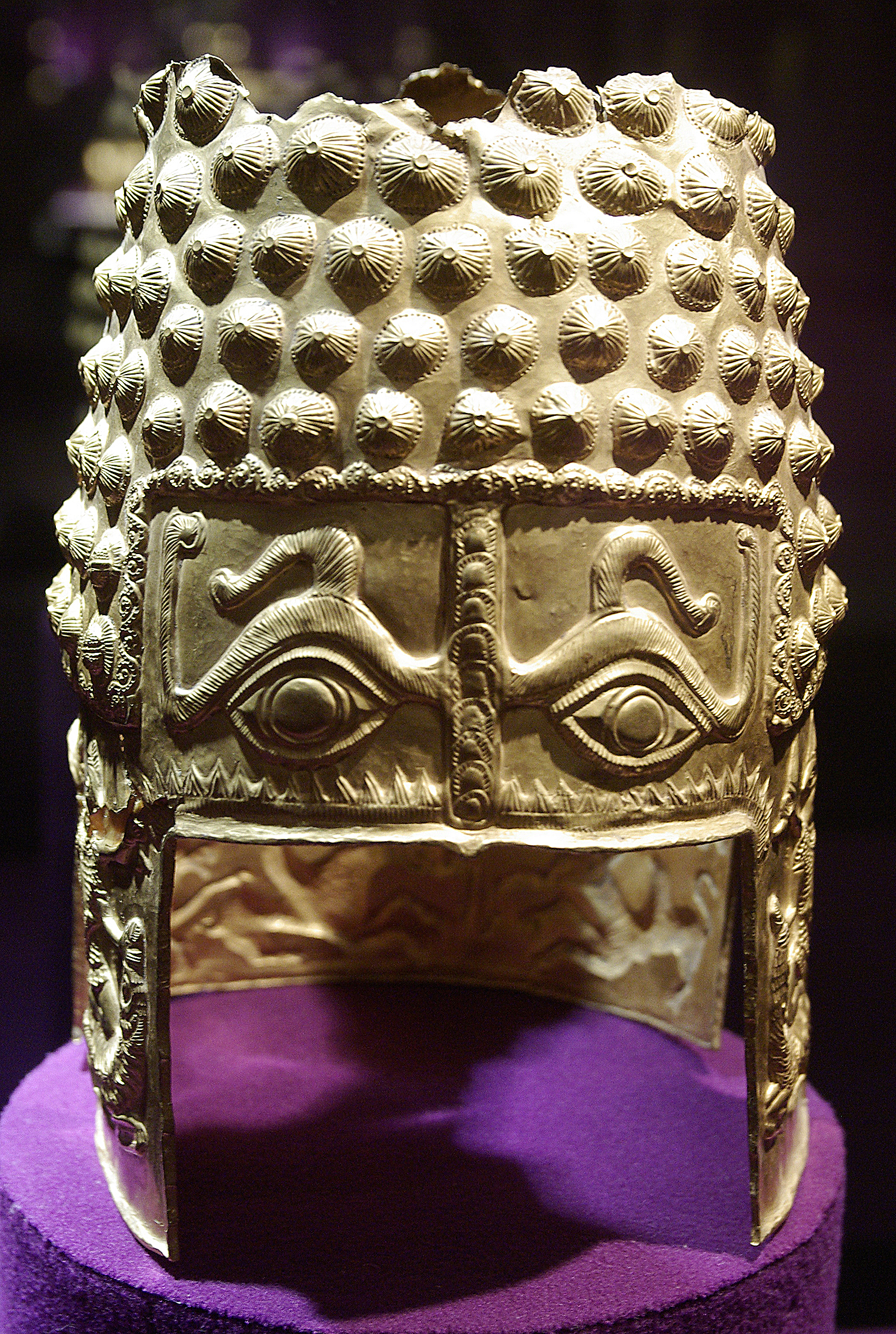
Apotropaická zlatá helma (Cotofenesti, 4. stol. př. n. l.)
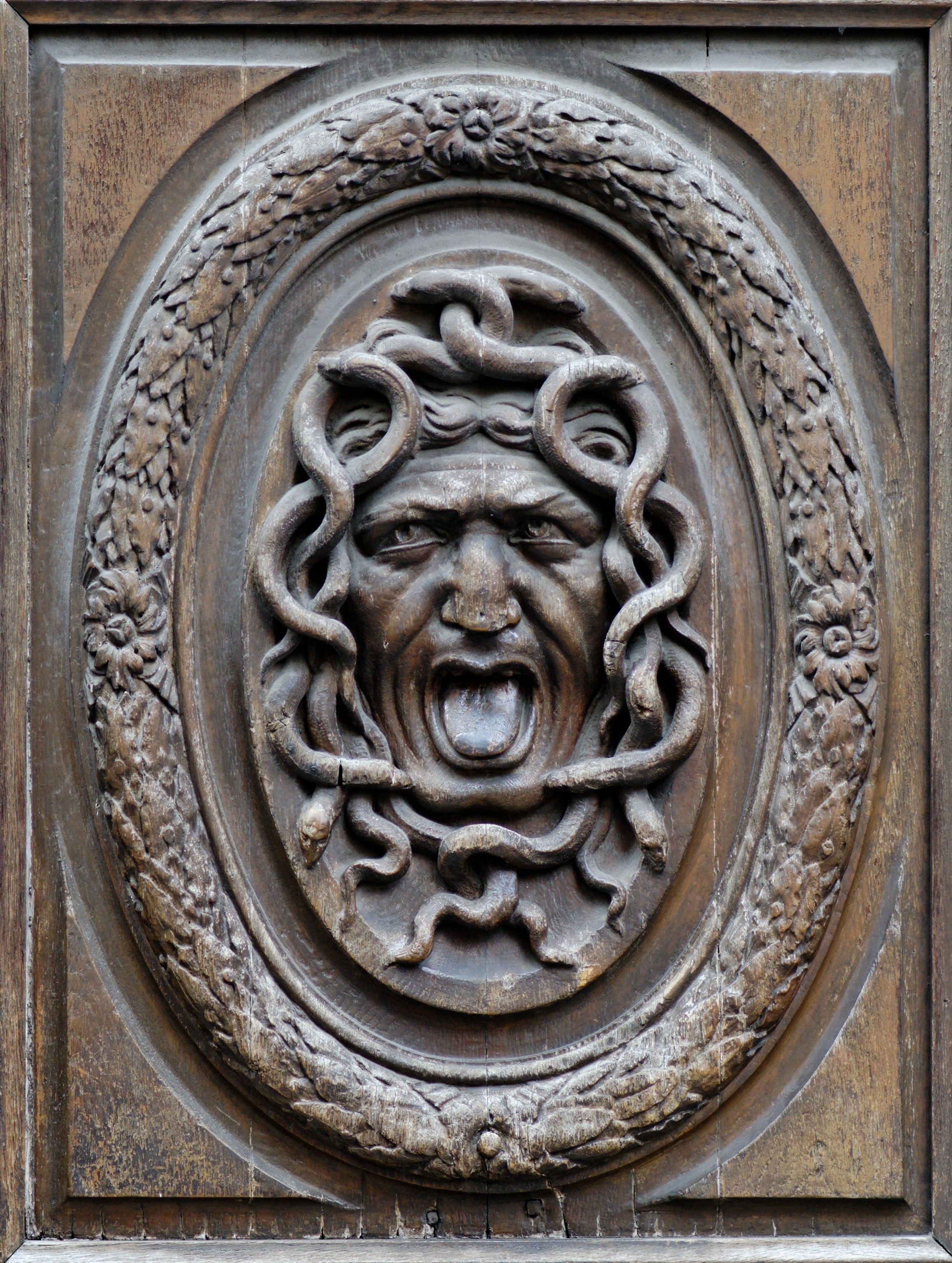
Hlava Medusy na veřejích (Paříž, kolem 1660)
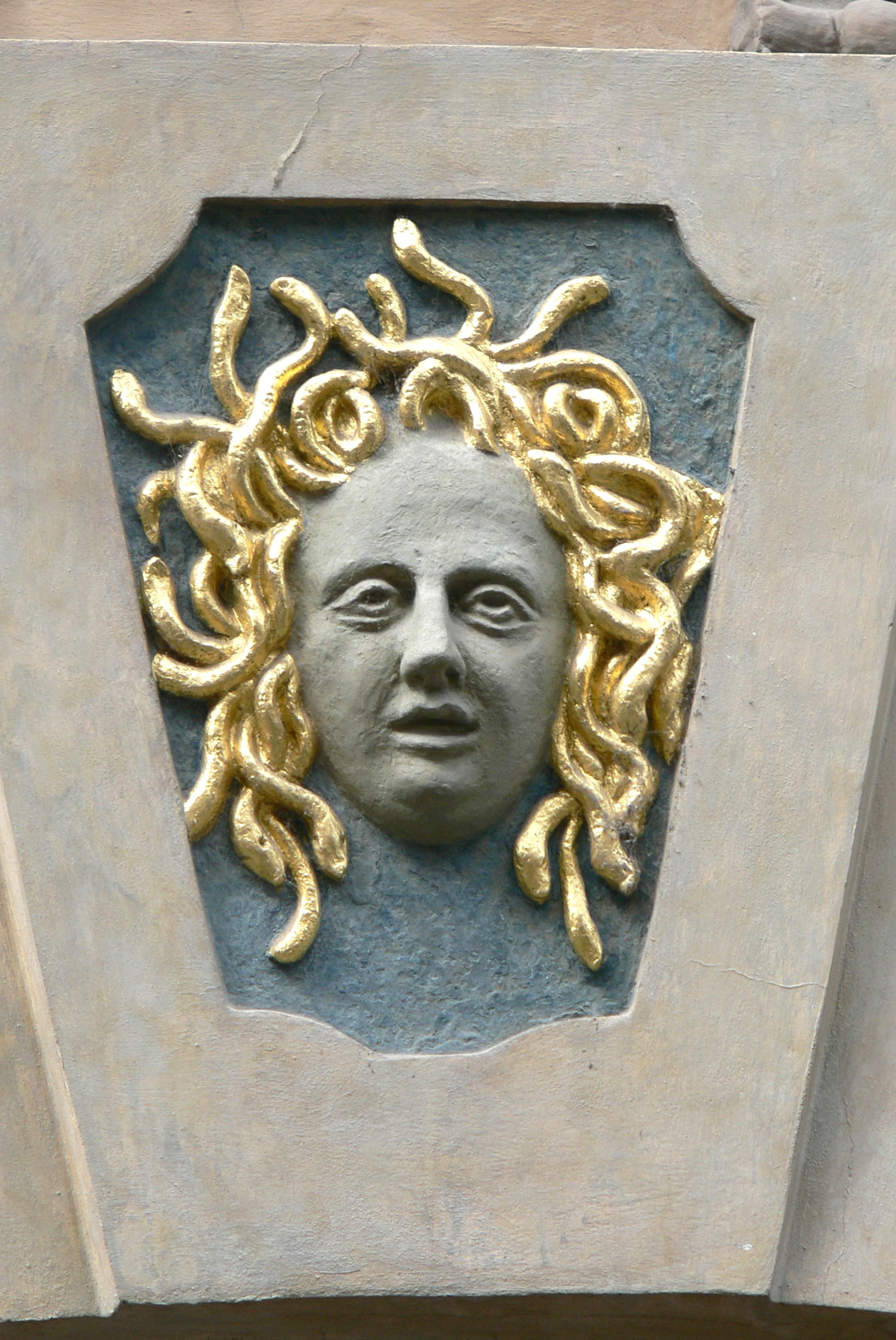
Hlava Gorgony (Praha, Nerudova ulice, kolem 1700)